# Halona
Halona est un prénom féminin.

## Sens et origine du prénom
- Prénom féminin d'origine nord-amérindienne[1].
- Prénom qui signifierait "fortunée" ou "chanceuse"
- Si "Halena" existe, il serait sans doute une variante de "Halona".
- Dans une vieille légende amérindienne « Halona » est la déesse de la beauté et la chance.

## Fréquence
- Prénom très peu usité aux États-Unis[2].
- Prénom très rarement donné en France métropolitaine[3]. Existe à la Réunion.